# Damias fuliginosa
Damias fuliginosa är en fjärilsart som beskrevs av Rothschild 1912. Damias fuliginosa ingår i släktet Damias och familjen björnspinnare. Inga underarter finns listade i Catalogue of Life.